# 777 (wielerploeg)
777 is een Belgische wielerploeg die sinds 1 januari 2013 deel uitmaakt van het peloton, het team richt zich vooral op het veldrijden. Aanvankelijk was de ploeg een satellietploeg van BKCP-Powerplus, opgericht door Philip en Christoph Roodhooft met als doel buitenlandse veldrijders zich verder te laten ontwikkelen. De eerste ploegleider was ex-wereldkampioen Adrie van der Poel.
Tijdens de GP Sven Nys van 2013 maakte het team zijn debuut onder de naam KwadrO-Stannah. Oorspronkelijk bestond het team uit Radomír Šimůnek en Mariusz Gil, vanaf 1 maart 2013 versterkte Martin Bina het team. Met aanvang van het seizoen 2013-2014 werd Adrie van der Poel als ploegleider vervangen door Marc Herremans als coach/manager en trok het team Marcel Meisen aan. Deze laatstgenoemde bezorgde het team op 12 oktober ook de eerste overwinning: de GP Région Wallonne
Vanaf 2014 reed het team met een continentale licentie. Ook versterkte het team zich met Julien Taramarcaz en enkele beloften. In september 2014 veranderde de naam van het team in Corendon-Kwadro, één seizoen later zou dit veranderen in ERA-Murprotec en van het seizoen 2016-2017 tot en met het seizoen 2017-2018 ging de ploeg door het leven als ERA-Circus.
Bij aanvang van het seizoen 2018-2019 fuseerde het team samen met Steylaerts-Betfirst, een ander team van de broers Roodhooft.

## Seizoen 2018/2019

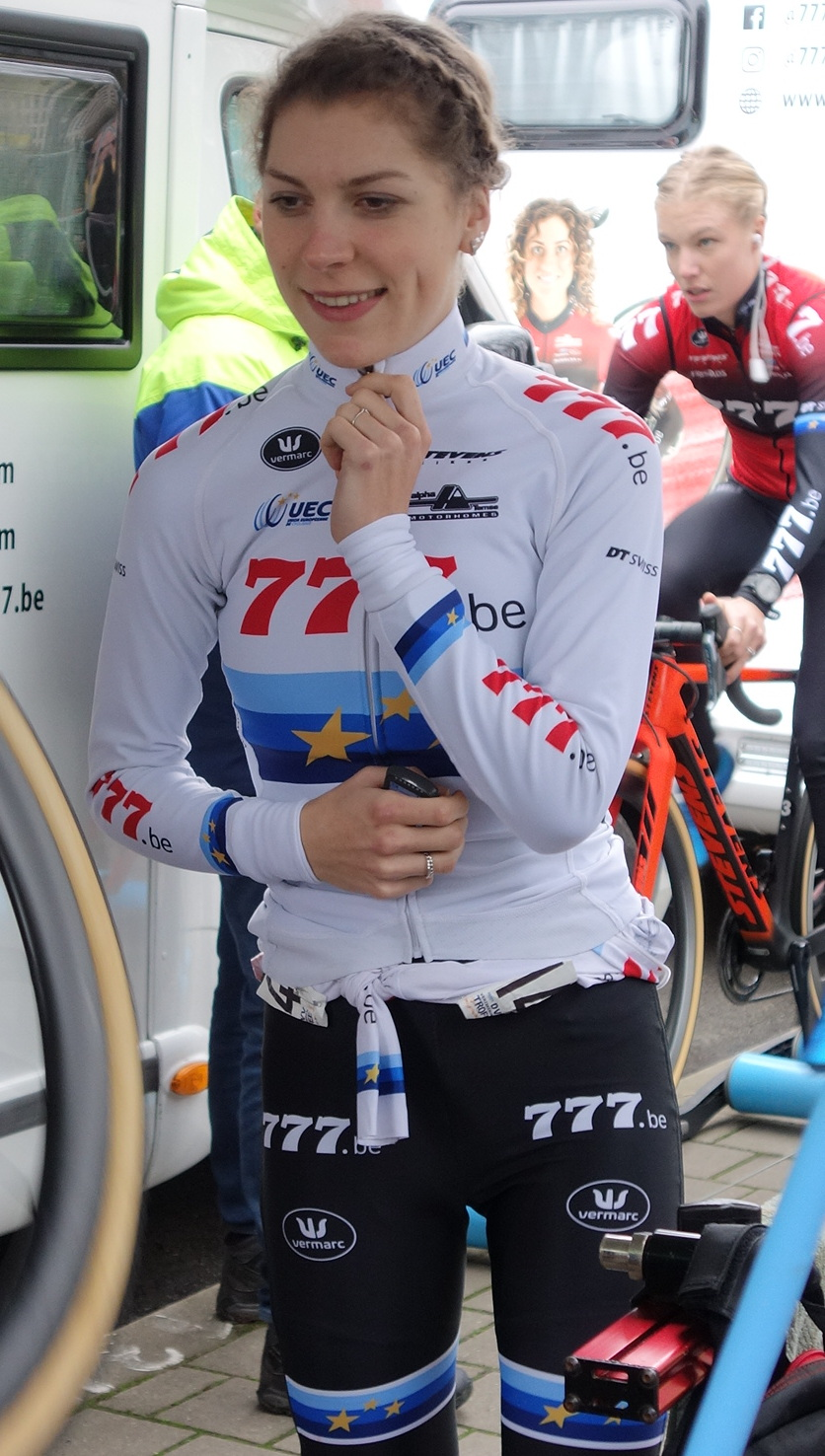
Europees kampioene Yara Kastelijn

| Naam                | Geboortedatum | Nationaliteit | Ploeg 16/17           | Categorie     |
| ------------------- | ------------- | ------------- | --------------------- | ------------- |
| Alice Maria Arzuffi | 19-11-1994    | Italië        | Steylaerts-Betfirst   | Vrouwen Elite |
| Wietse Bosmans      | 30-12-1991    | België        | Era-Circus            | Mannen Elite  |
| Yara Kastelijn      | 09-08-1997    | Nederland     | Waowdeals Pro Cycling | Vrouwen U23   |
| Timo Kielich        | 06-09-1999    | België        | Era-Circus            | Mannen U23    |
| Gert Smets          | 26-09-1997    | België        | Era-Circus            | Mannen U23    |
| Adam Toupalik       | 09-05-1996    | Tsjechië      | Corendon-Circus       | Mannen Elite  |
| Gianni Vermeersch   | 19-11-1992    | België        | Steylaerts-Betfirst   | Mannen Elite  |
| Pieter-Jan Vliegen  | 15-09-1999    | België        | Corendon-Circus       | Mannen U23    |
| Annemarie Worst     | 19-12-1995    | Nederland     | Era-Circus            | Vrouwen Elite |

## Seizoen 2024/2025
| Naam                 | Land                | Categorie       | Wegploeg                       |
| -------------------- | ------------------- | --------------- | ------------------------------ |
| Annemarie Worst      | Nederland           | Vrouwen elite   | Fenix-Deceuninck               |
| Aniek van Alphen     | Nederland           | Vrouwen elite   | Fenix-Deceuninck               |
| Cameron Mason        | Verenigd Koninkrijk | Mannen elite    | Alpecin-Deceuninck Development |
| Guus van den Eijnden | Nederland           | Mannen beloften | Alpecin-Deceuninck Development |

## Teamstructuur

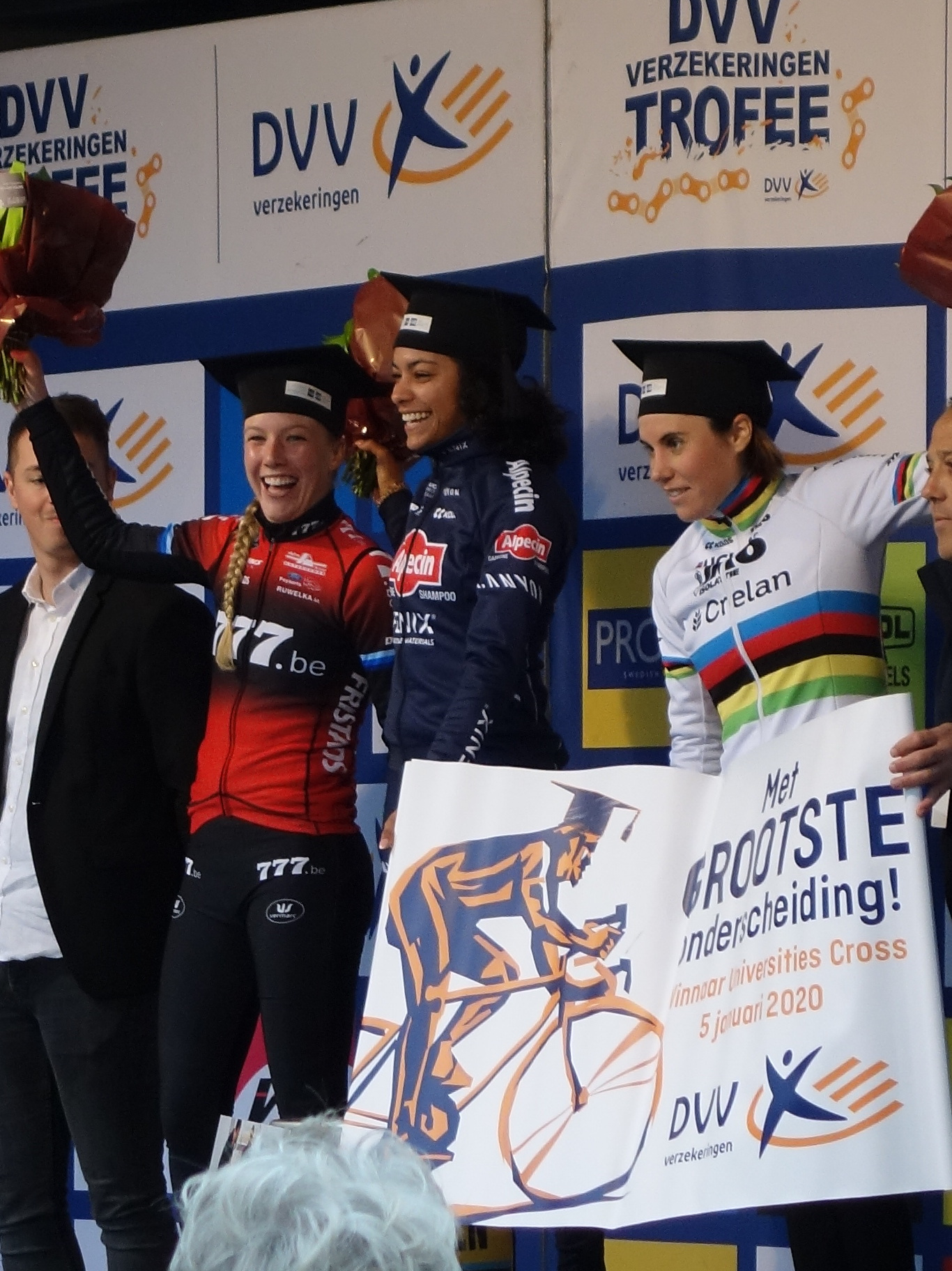
Worst (777), Alvarado (Alpecin-Fenix) en Cant (IKO-Crelan) samen op het podium in Brussel in 2020

777 Ofwel de Cyclocross Reds, is een van de veldritploegen van de broers Philip en Christoph Roodhooft. De belangrijkste ploegen uit de stal Roodhooft zijn de mannenploeg Alpecin-Deceuninck en vrouwenploeg Fenix-Deceuninck, met de wereldkampioenen Mathieu van der Poel, Ceylin del Carmen Alvarado en Puck Pieterse. Deze ploegen zijn zowel op de weg, in het veld als in de bergen actief. Alpecin-Deceuninck heeft een Development team voor op de weg. De renners van de wegploegen zijn tijdens het veldritseizoen verdeeld over meerdere ploegen. De satellietploegen zijn relatief klein, staan onder eigen management en hebben herkenbare toppers. Zo wordt het makkelijker om sponsoren aan te trekken. Wereldkampioene Sanne Cant was jarenlang het gezicht van Crelan-Corendon, Annemarie Worst is dat bij de Cyclocross Reds.
Een voorbeeld van de samenhang van Roodhooft-ploegen in het verleden:
|               |               |               |               |               |               |  |  |            |            |            |            | Ciclismo Mundial bvba |            |  |  |     |     |     |     |     |     |  |  |                    |                    |                    |                    |                    |                    |
|               |               |               |               |               |               |  |  |            |            |            |            |                       |            |  |  |     |     |     |     |     |     |  |  |                    |                    |                    |                    |                    |                    |
|               |               |               |               |               |               |  |  |            |            |            |            |                       |            |  |  |     |     |     |     |     |     |  |  |                    |                    |                    |                    |                    |                    |
| Alpecin-Fenix | Alpecin-Fenix | Alpecin-Fenix | Alpecin-Fenix | Alpecin-Fenix | Alpecin-Fenix |  |  | IKO-Crelan | IKO-Crelan | IKO-Crelan | IKO-Crelan | IKO-Crelan            | IKO-Crelan |  |  | 777 | 777 | 777 | 777 | 777 | 777 |  |  | Credishop-Fristads | Credishop-Fristads | Credishop-Fristads | Credishop-Fristads | Credishop-Fristads | Credishop-Fristads |